# Eleição presidencial da França em 2017
A décima-primeira eleição presidencial da Quinta República Francesa foi realizada em 23 de abril e em 7 de maio de 2017. Emmanuel Macron ganhou no segundo turno contra Marine Le Pen e foi eleito presidente, recebendo assim um mandato de cinco anos. Ele sucede a François Hollande, que desistiu de concorrer um segundo mandato.

## Contexto
O Presidente da República Francesa é eleito para um mandato de cinco anos num sistema de dois turnos promulgado nos termos do artigo 7º da Constituição. Se nenhum candidato obtiver a maioria absoluta (isto é, incluindo as cédulas em branco e nulos) de votos no primeiro turno, um segundo turno será realizado duas semanas mais tarde entre os dois candidatos que receberam mais votos.. Em 2017, o 1º e 2º turnos estão previstos para 23 de Abril e 7 de Maio, respetivamente
Para serem inscritos nas urnas durante o 1º turno, os candidatos devem obter 500 assinaturas de políticos eleitos, sejam nacionais ou locais. de pelo menos 30 departamentos diferentes ou de coletividades ultramarinas, com um décimo desses signatários de um único departamento. O período oficial de recolhimento de assinaturas teve início na sequência da publicação do Jornal Oficial de 25 de Fevereiro e foi encerrado em 17 de Março. O período de recolhimento tinha sido programado para começar em 23 de Fevereiro, mas uma visita do primeiro-ministro Bernard Cazeneuve à China naquela data forçou o atraso da emissão do decreto no Jornal Oficial abrindo o período de assinaturas. As prefeituras francesas enviarão formulários de patrocínio aos 42.000 eleitos (referidos como parrainages) para dar a sua assinatura a um candidato, o qual deverá então ser entregue ao Conselho Constitucional para validação. Ao contrário dos anos anteriores, uma lista de assinaturas validadas será publicada na terça-feira e quinta-feira de cada semana no site do Conselho. Em anos anteriores, os signatários só foram publicados após a verificação da lista oficial de candidatos após o final do período de recolhimento. O fim do período de coleta de assinaturas também marca o prazo para a declaração de bens pessoais exigidos dos potenciais candidatos. A lista final de candidatos foi proclamada em 21 de Março.
A partir de 19 de Março, o Conselho Superior do Audiovisual (CSA) assegura que os organismos de radiodifusão ofereçam aos candidatos "condições de programação comparáveis". A CSA advertiu, em 8 de março, que a quantidade de tempo de transmissão que os emissores haviam dado a Fillon e seus partidários era "excecionalmente alta", mesmo dadas as circunstâncias incomuns em torno de sua candidatura; A organização também levantou preocupações sobre o princípio da igualdade, instando as redes a monitorar a distribuição justa de tempo entre os candidatos. A partir de 10 de Abril, no início da campanha oficial, os meios audiovisuais são obrigados a garantir a igualdade de expressão e de tempo de transmissão. As campanhas para o 1º turno da eleição terminam à meia-noite de 21 de abril, dois dias antes da eleição. O Conselho Constitucional verificou os resultados do 1º turno entre 24 - 26 de Abril e certificará oficialmente a votação em 26 de Abril; o 2º turno se foi necessário em 7 de Maio, o mesmo procedimento foi utilizado novamente. O novo Presidente da República Francesa foi proclamado em 11 de Maio e foi submetido à sua cerimônia de investidura no dia 14 de Maio .

## Candidaturas

### Assinaturas
Um candidato deve obter 500 assinaturas de políticos eleitos, a fim de poder participar do 1º turno, em 23 de abril, com o período de coleta de assinatura terminando em 17 de março. A tabela abaixo lista as assinaturas dos candidatos recebidas pelo Conselho Constitucional.
Cor da legenda
|      |        |         |         |         |         |         |         |         |         |      |
| 1–50 | 51–100 | 101–150 | 151–200 | 201–250 | 251–300 | 301–350 | 351–400 | 401–450 | 451–500 | 500+ |

| Candidato                    | Partido | 01/03 | 03/03 | 07/03 | 10/03 | 14/03 | 18/03 | Total  | Notas                                                       | Notas |
| ---------------------------- | ------- | ----- | ----- | ----- | ----- | ----- | ----- | ------ | ----------------------------------------------------------- | ----- |
| François Fillon              | LR      | 738   | 417   | 634   | 322   | 842   | 682   | 3 635  | 500 assinaturas validadas em 01/03/2017                     | Sim   |
| Benoît Hamon                 | PS      | 184   | 150   | 705   | 278   | 400   | 322   | 2 039  | 500 assinaturas validadas em 07/03/2017                     | Sim   |
| Emmanuel Macron              | EM!     | 229   | 235   | 610   | 192   | 282   | 281   | 1 829  | 500 assinaturas validadas em 07/03/2017                     | Sim   |
| Jean-Luc Mélenchon           | FI      | 87    | 49    | 220   | 76    | 234   | 139   | 805    | 500 assinaturas validadas em 14/03/2017                     | Sim   |
| Jean Lassalle                | SE      | 14    | 56    | 163   | 56    | 164   | 255   | 708    | 500 assinaturas validadas em 18/03/2017                     | Sim   |
| Nicolas Dupont-Aignan        | DLF     | 31    | 174   | 354   | 64    | 49    | 35    | 707    | 500 assinaturas validadas em 07/03/2017                     | Sim   |
| Nathalie Arthaud             | LO      | 201   | 113   | 243   | 36    | 30    | 14    | 637    | 500 assinaturas validadas em 07/03/2017                     | Sim   |
| Marine Le Pen                | FN      | 25    | 59    | 399   | 94    | 41    | 9     | 627    | 500 assinaturas validadas em 10/03/2017                     | Sim   |
| François Asselineau          | UPR     | 60    | 0     | 420   | 44    | 45    | 18    | 587    | 500 assinaturas validadas em 10/03/2017                     | Sim   |
| Philippe Poutou              | NPA     | 35    | 1     | 161   | 48    | 112   | 216   | 573    | 500 assinaturas validadas em 18/03/2017                     | Sim   |
| Jacques Cheminade            | S&P     | 61    | 102   | 207   | 27    | 72    | 59    | 528    | 500 assinaturas validadas em 18/03/2017                     | Sim   |
| Rama Yade                    | DVD     | 8     | 21    | 84    | 38    | 66    | 136   | 353    |                                                             | Não   |
| Alain Juppé                  | LR      | 0     | 1     | 241   | 46    | 14    | 11    | 313    | Anunciou que não será candidato, em 6 de março.             | Não   |
| Alexandre Jardin             | SE      | 7     | 10    | 39    | 8     | 43    | 58    | 165    |                                                             | Não   |
| Charlotte Merchandise        | LP      | 4     | 3     | 21    | 7     | 36    | 64    | 135    |                                                             | Não   |
| Oscar Temaru                 | TH      | 1     | 1     | 14    | 20    | 46    | 27    | 109    |                                                             | Não   |
| Didier Tauzin                | SE      | 4     | 4     | 21    | 12    | 19    | 24    | 84     |                                                             | Não   |
| Michèle Alliot-Marie         | DVD     | 4     | 4     | 18    | 12    | 15    | 21    | 74     |                                                             | Não   |
| Jean-Pierre Gorges           | DVD     | 1     | 10    | 22    | 13    | 11    | 13    | 70     |                                                             | Não   |
| Christian Troadec            | SE      | 12    | 8     | 15    | 14    | 2     | 2     | 53     | Desistiu da candidatura em 6 de março.                      | Não   |
| François Baroin              | LR      | 0     | 0     | 5     | 4     | 18    | 18    | 45     | Não será candidato                                          | Não   |
| Henri Guaino                 | DVD     | 2     | 3     | 3     | 4     | 5     | 16    | 33     |                                                             | Não   |
| Pierre Larrouturou           | ND      | 1     | 4     | 6     | 4     | 10    | 8     | 33     |                                                             | Não   |
| Bastien Faudot               | MRC     | 3     | 1     | 6     | 8     | 7     | 4     | 29     | Desistiu da candidatura em 12 de março.                     | Não   |
| Nicolas Miguet               | RCF     | 1     | 3     | 2     | 0     | 2     | 7     | 15     |                                                             | Não   |
| Paul Mumbach                 | SE      | 2     | 0     | 4     | 3     | 4     | 1     | 14     |                                                             | Não   |
| Antoine Waechter             | MEI     | 1     | 0     | 1     | 2     | 2     | 5     | 11     |                                                             | Não   |
| Stéphane Guyot               | SE      | 0     | 2     | 1     | 1     | 2     | 3     | 9      |                                                             | Não   |
| Emmanuel Toniutti            | SE      | 0     | 2     | 1     | 0     | 1     | 5     | 9      |                                                             | Não   |
| Laurent Hénart               | UDI     | 0     | 0     | 0     | 0     | 3     | 4     | 7      | Não será candidato                                          | Não   |
| François Hollande            | PS      | 0     | 0     | 0     | 0     | 1     | 6     | 7      | Não será candidato                                          | Não   |
| Olivier Régis                | SE      | 0     | 0     | 1     | 1     | 3     | 2     | 7      |                                                             | Não   |
| Jacques Nikonoff             | SE      | 0     | 0     | 3     | 2     | 0     | 1     | 6      |                                                             | Não   |
| Yannick Jadot                | EELV    | 1     | 1     | 0     | 1     | 0     | 2     | 5      | Retirou sua candidatura para apoiar Benoît Hamon.           | Não   |
| Jean-Claude Borloo           | UDI     | 0     | 0     | 0     | 0     | 2     | 1     | 3      | Não será candidato                                          | Não   |
| Jean-Claude Martinez         | SE      | 0     | 1     | 1     | 0     | 1     | 0     | 3      |                                                             | Não   |
| Kamel Messaoudi              | SE      | 0     | 0     | 0     | 0     | 1     | 2     | 3      |                                                             | Não   |
| Michel Vergne                | SE      | 0     | 1     | 0     | 1     | 0     | 1     | 3      | Não é candidato; Recebeu apoio de um amigo, como uma piada. | Não   |
| Éric Besson                  | SE      | 0     | 0     | 0     | 0     | 0     | 1     | 1      |                                                             | Não   |
| Jérôme Blanal                | SE      | 0     | 0     | 0     | 0     | 1     | 0     | 1      |                                                             | Não   |
| Philippe Bouriachi           | EELV    | 0     | 0     | 0     | 0     | 0     | 1     | 1      | Não é o candidato do EELV                                   | Não   |
| Renaud Camus                 | SE      | 0     | 0     | 0     | 1     | 0     | 0     | 1      |                                                             | Não   |
| Bernard Cazeneuve            | PS      | 0     | 0     | 0     | 0     | 1     | 0     | 1      | Não será candidato                                          | Não   |
| Daniel Cohn-Bendit           | EELV    | 0     | 0     | 0     | 0     | 0     | 1     | 1      | Não será candidato                                          | Não   |
| Robert de Prévoisin          | AR      | 0     | 0     | 0     | 1     | 0     | 0     | 1      |                                                             | Não   |
| Olivier Delafon              | SE      | 0     | 0     | 1     | 0     | 0     | 0     | 1      |                                                             | Não   |
| Bertrand Fessard de Foucault | SE      | 0     | 1     | 0     | 0     | 0     | 0     | 1      |                                                             | Não   |
| Michaël Goué                 | SE      | 0     | 0     | 0     | 1     | 0     | 0     | 1      | Não será candidato.                                         | Não   |
| Jean-Paul Guilbert           | SE      | 0     | 0     | 0     | 0     | 1     | 0     | 1      |                                                             | Não   |
| Lionel Jospin                | PS      | 0     | 0     | 0     | 0     | 0     | 1     | 1      | Não será candidato                                          | Não   |
| Patrick Kanner               | PS      | 0     | 0     | 0     | 0     | 0     | 1     | 1      | Não será candidato                                          | Não   |
| Nathalie Kosciusko-Morizet   | LR      | 0     | 0     | 0     | 0     | 0     | 1     | 1      | Não será candidata                                          | Não   |
| Camille Laine                | SE      | 0     | 0     | 0     | 0     | 0     | 1     | 1      |                                                             | Não   |
| Bruno Le Maire               | LR      | 0     | 0     | 0     | 0     | 0     | 1     | 1      | Não será candidato                                          | Não   |
| Jean-Michel Levacher         | SE      | 0     | 0     | 0     | 0     | 0     | 1     | 1      | Não será candidato                                          | Não   |
| Jean-Luc Millo               | SE      | 0     | 0     | 0     | 1     | 0     | 0     | 1      | Assinatura dele mesmo.                                      | Não   |
| Hervé Morin                  | NC      | 0     | 0     | 0     | 0     | 0     | 1     | 1      | Não será candidato                                          | Não   |
| Alain Mourguy                | SE      | 0     | 0     | 0     | 0     | 0     | 1     | 1      |                                                             | Não   |
| Régis Passerieux             | DVG     | 0     | 0     | 0     | 0     | 1     | 0     | 1      |                                                             | Não   |
| Bernard Trambouze            | SE      | 0     | 1     | 0     | 0     | 0     | 0     | 1      | Assinatura dele mesmo.                                      | Não   |
| Laurent Wauquiez             | LR      | 0     | 0     | 0     | 0     | 0     | 1     | 1      | Não será candidato                                          | Não   |
| Total                        | Total   | 1 717 | 1 438 | 4 626 | 1 442 | 2 589 | 2 484 | 14 296 |                                                             |       |

Legenda dos partidos
- AR: Aliança Real, em francês Alliance royale.
- DVD: Outro candidato de direita, em francês Divers droite.
- DVG: Outro candidato de esquerda, em francês Divers gauche.
- EM!: Em Marcha!, em francês En Marche !
- FI: França Insubmissa, em francês La France insoumise.
- FN: Frente Nacional, em francês Front National.
- LP: Candidata da plataforma LaPrimaire.org.
- LR: Os Republicanos, em francês Les Républicains.
- MEI: Movimento Ecologista Independente, em francês Mouvement écologiste indépendant.
- ND: New Deal, em francês Nouvelle donne.
- NPA: Novo Partido Anticapitalista, em francês Nouveau Parti Anticapitaliste.
- PS: Partido Socialista, em francês Parti Socialiste.
- RCF: Reunião dos Contribuintes Franceses, em francês Rassemblement des contribuables français.
- SE: Independente, em francês Sans étiquette.
- TH: Tavini Huiraatira, partido da Polinésia Francesa, território ultramarino francês.

### Pré-candidaturas e eleições primárias

#### Europa Ecologia - Os Verdes
Após decisão do partido Europa Ecologia - Os Verdes (EELV) de não integrar a Bela Aliança Popular, a primária desse grupo designou o deputado europeu Yannick Jadot como seu candidato presidencial para a disputa de 2017. Jadot derrotou Michèle Rivasi no segundo turno da disputa, depois desses dois candidatos terem eliminado a favorita Cécile Duflot no primeiro turno.
| Candidatos             | Partido                | 1º Turno | 1º Turno    | 2º Turno | 2º Turno    |
| Candidatos             | Partido                | Votos    | %           | Votos    | %           |
| ---------------------- | ---------------------- | -------- | ----------- | -------- | ----------- |
| Yannick Jadot          | EELV                   | 4 395    | 35,61 / 100 | 7 430    | 57,41 / 100 |
| Michèle Rivasi         | EELV                   | 3 723    | 30,16 / 100 | 5 513    | 42,39 / 100 |
| Cécile Duflot          | EELV                   | 3 013    | 24,41 / 100 |          |             |
| Karima Delli           | EELV                   | 1 212    | 9,82 / 100  |          |             |
|                        |                        |          |             |          |             |
| Votos válidos          | Votos válidos          | 12 343   | 98,10 / 100 | 13 348   | 95,75 / 100 |
| Votos brancos ou nulos | Votos brancos ou nulos | 239      | 1,90 / 100  | 677      | 4,25 / 100  |
| Total de votos         | Total de votos         | 12 582   | 100 / 100   | 14025    | 100 / 100   |
|                        |                        |          |             |          |             |
| Abstenção              | Abstenção              | 4 803    | 26,62 / 100 | 3 206    | 19,24 / 100 |
| Participação           | Participação           | 12 343   | 73,38 / 100 | 13 348   | 80,76 / 100 |
| Inscritos              | Inscritos              | 17 146   | 100 / 100   | 17 146   | 100 / 100   |

Em Janeiro de 2017, o EELV afirmou ter 250 assinaturas das 500 necessárias para apresentar a candidatura de Yannick Jadot à presidência, nas quais 2/3 são de políticos eleitos pelo partido. Entretanto, a vitória de Benoît Hamon nas primárias da BAP, associada à dificuldade de Yannick Jadot em conseguir as assinaturas mínimas requeridas pela lei para a apresentação uma candidatura presidencial, fez surgir nos quadros ecologistas um movimento em defesa da retirada do candidato ecologista e pelo apoio ao concorrente socialista. No dia 16 de fevereiro, o partido realizou uma consulta para haver a união da candidatura ecologista, ou com o Jean-Luc Mélenchon ou Benoît Hamon, este último com um forte discurso ecologista. A proposta foi aprovada por 89% dos membros do partido que participaram da consulta. Em 23 de fevereiro, Yannick Jadot retirou sua candidatura para apoiar Hamon.

#### Movimento Democrático
François Bayrou, prefeito da comuna de Pau e presidente do partido de centro Movimento Democrático (MoDem), declarou que não se apresentaria como candidato presidencial caso Alain Juppé vencesse Nicolas Sarkozy nas primárias organizadas pelo partido Os Republicanos. Com a inesperada vitória de François Fillon, contudo, especula-se que o líder centrista poderá se candidatar como fizera nas eleições de 2002, 2007 e 2012. No fim de 2016, confirmou-se a pré-candidatura de Bayrou à presidência da França. Porém, François Bayrou afirmou durante uma conferência de imprensa em 22 de fevereiro de 2017, que não será candidato à presidência, e que ele irá propor uma aliança com Emmanuel Macron.

### Candidatos lançados
A lista final de candidatos foi determinada pelo Conselho Constitucional em 18 de Março, com a ordem determinada por sorteio. A ordem abaixo, será a mesma seguida das cédulas de votação no dia do 1º turno, previsto para 23 de abril.
| Candidato (nome e idade)                                 | Candidato (nome e idade) | Candidato (nome e idade) | Histórico Político | Logotipo de campanha      | Detalhes |
| -------------------------------------------------------- | ------------------------ | ------------------------ | --- | ------------------------- | --- |
| Nicolas Dupont-Aignan (56) Levantar a França (DLF)       | Nicolas Dupont-Aignan    |                          | Presidente do Levantar a França (desde 2008) Deputado por Essonne (dese 1997) Prefeito de Yerres (desde 1995) |                           | Um ex-membro do RPR, RIF e UMP, Dupont-Aignan deixou o último sobre desacordos com Nicolas Sarkozy na véspera da eleição de 2007, e fundou subsequentemente o seu partido político, fundado sob a sigla DLR, rebatizado mais tarde para DLR em 2014. Ele anteriormente se apresentou como candidato na eleição de 2012, onde ele recebeu 1,79% dos votos no 1º turno. Reivindicando o manto do Gaullismo, procura posicionar-se entre Marine Le Pen e Fillon. |
| Marine Le Pen (48) Frente Nacional (FN)                  | Marine Le Pen            |                          | Presidente da Frente Nacional (desde 2011) Eurodeputada pelo Noroeste da França (desde 2004) |                           | Quando Marine Le Pen esteve na eleição de 2012, ela ficou em terceiro lugar com 17,90% dos votos no 1º turno. Ela sucedeu seu pai em 2011 como líder da Frente Nacional depois de uma luta amarga, e agora promove um programa priorizando os interesses nacionais da França, e também sair da zona do euro. Sua campanha foi pontuada por inquéritos judiciais em seu partido. |
| Emmanuel Macron (39) Em Marcha! (EM!)                    | Emmanuel Macron          |                          | Presidente do Em Marcha! (desde 2016) Ministro da Economia (2014–2016)Presidente Eleito (7 Maio 2017) | Logo of En Marche!        | O candidato mais jovem na corrida e um ex-ministro da economia que nunca candidatou-se a cargos públicos, Macron se descreve como "nem da direita nem da esquerda". Ele foi nomeado vice-secretário-geral do Eliseu em 2012 e tornou-se ministro da economia em 2014, emprestando seu nome à "lei Macron" para promover o crescimento econômico e as oportunidades. Ele fundou o movimento Em Marcha! em abril de 2016 antes de renunciar ao cargo de ministro em 30 de agosto. |
| Benoît Hamon (49) Partido Socialista (PS)                | Benoît Hamon             |                          | Deputado por Yvelines (2012 e desde 2014) Ministro da Educação (2014) Outros cargos - Vice-ministro da Economia responsável pelos Assuntos do Consumidor e pela Economia Social e Solidária de 2012 a 2014 - Vice-Ministro da Economia, Finanças e Comércio Exterior responsável pela Economia Social e Solidária em 2012 - Eurodeputado pelo Leste da França, de 2004 a 2009. |                           | Hamon, ex-rebelde de esquerda, derrotou em janeiro de 2017 o ex-primeiro-ministro da França, Manuel Valls, A vitória de Hamon na primária foi impulsionada pelo seu apoio a uma renda universal básica, que permaneceu como parte integrante de seu programa. Ele negociou a retirada e apoio de Yannick Jadot, do Europa Ecologia - Os Verdes (EELV) em fevereiro, tornando-se o candidato comum de ambos os partidos. |
| Nathalie Arthaud (47) Luta Operária (LO)                 | Nathalie Arthaud         |                          | Porta-voz do Luta Operária (desde 2008) |                           | Arthaud concorreu pela primeira vez para a presidência na eleição de 2012 pelo partido Luta Operária, recebendo 0,56% dos votos no 1º turno. Professora de Economia, descreve o objetivo de sua candidatura a "fazer ouvir a voz dos trabalhadores", na esperança de "permitir que os trabalhadores, os desempregados e os explorados defendam seus interesses, em oposição a milhões e milhões". |
| Philippe Poutou (50) Novo Partido Anticapitalista (NPA)  | Philippe Poutou          |                          | Porta-voz do Novo Partido Anticapitalista (desde 2009) |                           | Um militante de esquerda de longa data, Poutou é um sindicalista e mecânico da Ford em Blanquefort, atualmente lutando contra o desligamento da fábrica local. Ele também concorreu na eleição de 2012, obtendo 1,15% dos votos no 1º Turno. Ele iniciou suas atividades políticas no Luta Operária antes de se juntar à Liga Comunista Revolucionária (LCR), que se tornou o NPA em 2009. |
| Jacques Cheminade (75) Solidariedade e Progresso (SP)    |                          |                          | Presidente do Solidariedade e Progresso (desde 1996) | Logo of Jacques Cheminade | Cheminade fundou o partido Solidariedade e Progresso em 1996 e é a figura de proa do movimento LaRouche em França. Ele propõe deixar a OTAN, a União Europeia, a Zona do Euro e retornar ao franco francês. Ele apóia a colonização da Lua para permitir a exploração de Marte. Ele já foi candidato por duas vezes, na eleição de 1995 e eleição de 2012, obtendo 0,28% e 0,25% dos votos, respectivamente, mas não concorreu nas eleições de 1981, 1988, 2002 e 2007. |
| Jean Lassalle (61) Independente (SE)                     | Jean Lassalle            |                          | Deputado por Pyrénées-Atlantiques (desde 2002) Prefeito de Lourdios-Ichère (desde 1977) |                           | Lassalle, um ex-membro do Movimento Democrata (MoDem), presidido por François Bayrou, sob a bandeira de Resistons!, considera-se o "defensor dos territórios rurais e uma ecologia humanista". Tornou-se famoso por uma bem-sucedida greve de fome de 39 dias que protestava contra o movimento da fábrica Total de Accous para a bacia de Lacq, há 65 km de distância. |
| Jean-Luc Mélenchon (65) França Insubmissa (FI)           | Jean-Luc Mélenchon       |                          | Eurodeputado pelo Sudoeste da França (desde 2009) Outros cargos - Presidente, então co-presidente do Partido de Esquerda de 2009 a 2014; - Senador de Essonne de 1986 a 2000 e de 2004 a 2010; - Vice-Ministro da Educação Profissional de 2000 a 2002. |                           | Denunciando a "deriva liberal" do partido, Mélenchon deixou o PS em 2008 para fundar o Partido de Esquerda. Em 2017, ele concorre pelo movimento França Insubmissa (FI), depois da candidatura na eleição de 2012 quando ele ficou em quarto lugar com 11,10% dos votos. Um crítico do governo de François Hollande, seu programa de 2017 sublinha os princípios da esquerda e do meio ambiente. |
| François Asselineau (59) União Popular Republicana (UPR) | François Asselineau      |                          | Presidente do UPR (desde 2007) |                           | Asselineau surpreendeu observadores com seu sucesso na aquisição das 500 assinaturas necessárias para se candidatar. Anteriormente do Rally para a França e do UMP, ele deixou este último em 2006, opondo-se ao seu alinhamento com os Estados Unidos. Um souveirainista, ele fundou o UPR em 2007 e defende a saída francesa da União Europeia. |
| François Fillon (63) Os Republicanos (LR)                | François Fillon          |                          | Deputado por Paris (desde 2012) Primeiro-ministro (2007–2012) Outros cargos - Co-presidente interino do UMP em 2014; - Presidente do grupo político Rassemblément-UMP na Assembleia Nacional de 2012 a 2013; - Ministro da Ecologia, Desenvolvimento Sustentável e Transportes e Ministro da Habitação, em 2012; - Deputado por Sarthe de 1981 a 1993, de 1997 a 2002 e em 2007; - Senador por Sarthe em 2004 e de 2005 a 2007; - Ministro da Educação Nacional, Ensino Superior e Investigação, de 2004 a 2005; - Ministro dos Assuntos Sociais, do Trabalho e da Solidariedade, de 2002 a 2004; - Presidente do Conselho Regional de Pays de la Loire, de 1998 a 2002; - Prefeito de Sablé-sur-Sarthe de 1983 a 2001; - Presidente do Conselho Regional de Sarthe de 1992 a 1998; - Vice-Ministro responsável pelos Correios, Telecomunicação e Espaço, de 1995 a 1997; - Ministro da Tecnologia de Informação e Correios em 1995; - Ministro do Ensino Superior e Investigação de 1993 a 1995. |                           | Fillon liderou uma prolífica carreira política a partir do início dos anos 70. Contrariando as pesquisas, venceu a primária de seu partido, Os Republicanos, oferecendo um programa econômico liberal que termina a semana de 35 horas, demitir 500.000 funcionários públicos, e abolir a solidariedade Imposto Solidário sobre Riquezas (em francês, Impôt de solidarité sur la fortune ou ISF). No entanto, sua campanha foi prejudicada em janeiro de 2017, após a publicação de alegações de empregos fictícios de membros da família, incluindo sua esposa, coletivamente conhecida como Penelopegate. |

## Debates
Pela primeira vez em uma eleição presidencial na França, diferentes debates televisivos entre os candidatos foram organizados antes da primeiro volta, iguais aos que ocorreram nas primárias da direita e da esquerda.
O primeiro, mediado pelos jornalistas Anne-Claire Coudray e Gilles Bouleau, foi realizado a 20 de março de 2017 às 21:00, ao vivo pela TF1 e LCI, que reuniu cinco dos candidatos como chefe de posição do Estado, ou seja, François Fillon, Benoît Hamon, Marine Le Pen, Emmanuel Macron e Jean-Luc Mélenchon. Depois de uma introdução, onde os candidatos disseram o porquê de querem ser presidente da França, o debate foi dividido em três temas: o modelo de sociedade (incluindo questões, entre outras, sobre as instituições, segurança, imigração, identidade e ecologia), o modelo de negócio (trabalho, comércio, proteção social e fiscalidade) e, finalmente, o lugar da França no mundo (geopolítica, a Europa, o terrorismo ou fronteiras). Os cinco candidatos teve 2 minutos para responder cada questão; após 1 minuto e 30 segundos, os adversários vão fazer as réplicas e tréplicas.
A organização de um debate com apenas parte dos candidatos - aqueles com pelo menos 10% das intenções de voto nas pesquisas - é polêmica; Assim, Nicolas Dupont-Aignan, que é um dos que não serão convidados a participar do 1º debate, denunciou um "estupro à democracia" e apela a um boicote deste debate e também um boicote à CSA. A TF1, em seguida, espera receber os candidatos que não participam no debate numa entrevista de 10 minutos em seu Jornal Diário das 20 horas.
Dois outros debates televisivos com a presença de todos os candidatos também serão feitos: um para a BFM TV e CNews em 04 de abril, mediado por Ruth Elkrief e Laurence Ferrari, e outro pela France 2 em 20 de abril (três dias antes do primeiro turno).
O Canal France 2 pretendeu fazer um debate com todos os candidatos em 20 de abril, mas em 28 março, Jean-Luc Mélenchon declarou que estava descontente com o seu calendário, planejando não participar, e preferiria que ele fosse realizado antes de 17 de abril. Macron também expressou questões sobre o terceiro debate proposto, afirmando que ele queria apenas um debate com todos os 11 candidatos antes do 1º turno e, de preferência, não apenas três dias antes do 1º turno. Em 29 de março, o Conselho Superior do Audiovisual (CSA) indicou estar "preocupado" com a proximidade do debate e recomendou que os candidatos e os organismos de radiodifusão trabalhem para encontrar um acordo o mais rápido possível. A France Télévisions decidiu manter a data de 20 de Abril devido à falta de consenso sobre uma alternativa no dia seguinte, mas abandonou os planos para um terceiro debate em 5 de Abril, propondo que os candidatos fossem entrevistados por Léa Salamé e David Pujadas.
O canal TF1 inicialmente tinha planos para realizar o seu próprio debate do 2º turno, em vez disso, decidiu realizar um único debate em conjunto com o canal France 2. O canal BFM TV também pretendeu realizar um debate no 2º turno, e procurou os canais France 2 e TF1 em realizar em conjunto, um único debate, mas foi rejeitado; Enquanto todos os canais eram bem-vindos para transmitir o debate, o CEO da France Télévisions Delphine Ernotte disse que não aceitaria tal acordo com a BFM TV, o que significaria três jornalistas moderando o debate. Ao contrário de Jacques Chirac, que se recusou a debater com Jean-Marie Le Pen após seu surpreendente avanço para o 2º turno na eleição presidencial de 2002, Macron concordou em debater com Marine Le Pen em 3 de maio. O debate, previsto para começar às 21:00 e durar 2 horas e 20 minutos, foi inicialmente decidido ser moderado por Gilles Bouleau e David Pujadas; No entanto, depois que o Conselho Superior do Audiovisual (CSA) levanta ra preocupação de que os moderadores seriam homens pela primeira vez desde 1995, foi escolhido o par final de Christophe Jakubyszyn do canal TF1 e Nathalie Saint-Cricq do canal France 2.

### Primeira volta
| Debate para a eleição presidencial da França em 2017 - Primeira Volta | Debate para a eleição presidencial da França em 2017 - Primeira Volta | Debate para a eleição presidencial da França em 2017 - Primeira Volta | Debate para a eleição presidencial da França em 2017 - Primeira Volta | Debate para a eleição presidencial da França em 2017 - Primeira Volta | Debate para a eleição presidencial da França em 2017 - Primeira Volta | Debate para a eleição presidencial da França em 2017 - Primeira Volta | Debate para a eleição presidencial da França em 2017 - Primeira Volta | Debate para a eleição presidencial da França em 2017 - Primeira Volta | Debate para a eleição presidencial da França em 2017 - Primeira Volta | Debate para a eleição presidencial da França em 2017 - Primeira Volta | Debate para a eleição presidencial da França em 2017 - Primeira Volta | Debate para a eleição presidencial da França em 2017 - Primeira Volta | Debate para a eleição presidencial da França em 2017 - Primeira Volta | Debate para a eleição presidencial da França em 2017 - Primeira Volta |   |   |   |               |
| Data                                                                  | Emissora                                                              | Moderador(es)                                                         | P Presente N Não Convidado                                            | P Presente N Não Convidado                                            | P Presente N Não Convidado                                            | P Presente N Não Convidado                                            | P Presente N Não Convidado                                            | P Presente N Não Convidado                                            | P Presente N Não Convidado                                            | P Presente N Não Convidado                                            | P Presente N Não Convidado                                            | P Presente N Não Convidado                                            | P Presente N Não Convidado                                            | Refs                                                                  |   |   |   |               |
| Data                                                                  | Emissora                                                              | Moderador(es)                                                         | Arthaud                                                               | Poutou                                                                | Mélenchon                                                             | Hamon                                                                 | Macron                                                                | Lassalle                                                              | Fillon                                                                | Dupont-Aignan                                                         | Asselineau                                                            | Le Pen                                                                | Cheminade                                                             | Refs                                                                  |   |   |   |               |
| --------------------------------------------------------------------- | --------------------------------------------------------------------- | --------------------------------------------------------------------- | --------------------------------------------------------------------- | --------------------------------------------------------------------- | --------------------------------------------------------------------- | --------------------------------------------------------------------- | --------------------------------------------------------------------- | --------------------------------------------------------------------- | --------------------------------------------------------------------- | --------------------------------------------------------------------- | --------------------------------------------------------------------- | --------------------------------------------------------------------- | --------------------------------------------------------------------- | --------------------------------------------------------------------- | - | - | - | ------------- |
| Data                                                                  | Emissora                                                              | Moderador(es)                                                         | 20 de março                                                           | TF1 LCI                                                               | Anne-Claire Coudray Gilles Bouleau                                    | N                                                                     | N                                                                     | P                                                                     | P                                                                     | P                                                                     | N                                                                     | P                                                                     | N                                                                     | Refs                                                                  | N | P | N | [ 54 ] [ 55 ] |
| 4 de abril                                                            | BFM TV CNews                                                          | Ruth Elkrief Laurence Ferrari                                         | P                                                                     | P                                                                     | P                                                                     | P                                                                     | P                                                                     | P                                                                     | P                                                                     | P                                                                     | P                                                                     | P                                                                     | P                                                                     | [ 56 ] [ 57 ]                                                         |   |   |   |               |

### Segunda volta
| Debate para a eleição presidencial da França em 2017 - Segunda Volta | Debate para a eleição presidencial da França em 2017 - Segunda Volta | Debate para a eleição presidencial da França em 2017 - Segunda Volta | Debate para a eleição presidencial da França em 2017 - Segunda Volta | Debate para a eleição presidencial da França em 2017 - Segunda Volta | Debate para a eleição presidencial da França em 2017 - Segunda Volta |                                            |   |   |        |
| Data                                                                 | Emissora                                                             | Moderador(es)                                                        | P Presente                                                           | P Presente                                                           | Refs                                                                 |                                            |   |   |        |
| Data                                                                 | Emissora                                                             | Moderador(es)                                                        | Macron                                                               | Le Pen                                                               | Refs                                                                 |                                            |   |   |        |
| -------------------------------------------------------------------- | -------------------------------------------------------------------- | -------------------------------------------------------------------- | -------------------------------------------------------------------- | -------------------------------------------------------------------- | -------------------------------------------------------------------- | ------------------------------------------ | - | - | ------ |
| Data                                                                 | Emissora                                                             | Moderador(es)                                                        | 3 de maio                                                            | TF1 France 2                                                         | Refs                                                                 | Christophe Jakubyszyn Nathalie Saint-Cricq | P | P | [ 58 ] |

## Pesquisas

### 1º Turno
| OpinionWay                | 17 - 19/04 | 2 394 | 23%   | 22%   | 20%   | 19%   | 8%   | 4%   | 2%   | 1%   | 1%   | 0%   | 0%    |
| Ifop-Fiducial             | 17 - 20/04 | 2 810 | 24%   | 22,5% | 19,5% | 18,5% | 7%   | 4%   | 1,5% | 1,5% | 1%   | 0,5% | <0,5% |
| BVA                       | 18 - 19/04 | 1 427 | 24%   | 23%   | 19%   | 19%   | 8,5% | 3,5% | 1,5% | 0,5% | 0,5% | 0,5% | <0,5% |
| Harris                    | 18 - 19/04 | 2 812 | 25%   | 22%   | 19%   | 19%   | 7,5% | 4%   | 1,5% | 1%   | 0,5% | 0,5% | <0,5% |
| Harris                    | 18 - 20/04 | 962   | 24,5% | 21%   | 20%   | 19%   | 7,5% | 4%   | 1,5% | 1%   | 1%   | 0,5% | <0,5% |
| OpinionWay                | 18 - 20/04 | 2 269 | 23%   | 22%   | 21%   | 18%   | 8%   | 4%   | 2%   | 1%   | 1%   | 0%   | 0%    |
| Ifop-Fiducial             | 18 - 21/04 | 2 823 | 24,5% | 22,5% | 19,5% | 18,5% | 7%   | 4%   | 1,5% | 1%   | 1%   | 0,5% | 0%    |
| Elabe                     | 19 - 20/04 | 1 445 | 24%   | 21,5% | 20%   | 19,5% | 7%   | 4%   | 1,5% | 1%   | 1%   | 0,5% | <0,5% |
| Ipsos                     | 19 - 20/04 | 1 401 | 24%   | 22%   | 19%   | 19%   | 7,5% | 4%   | 1,5% | 1,5% | 1%   | 0,5% | <0,5% |
| Odoxa                     | 20/04      | 1 433 | 25%   | 22%   | 19,5% | 19,5% | 6%   | 4%   | 1,5% | 1%   | 1%   | 0,5% | 0%    |
| BVA                       | 20 - 21/04 | 1 494 | 23%   | 23%   | 19%   | 19,5% | 8%   | 4%   | 1,5% | 1%   | 0,5% | 0,5% | <0,5% |
| Odoxa                     | 21/04      | 953   | 24,5% | 23%   | 19%   | 19%   | 7,5% | 4,5% | 1%   | 0,5% | 1%   | 0%   | 0%    |
| Pesquisas de boca de urna |            |       |       |       |       |       |      |      |      |      |      |      |       |
| Elabe                     | 23/04      | -     | 23,7% | 22%   | 19,5% | 19,5% | 6,5% | 5%   | 1,1% | 1,2% | 0,8% | 0,6% | 0,1%  |
| Elabe                     | 23/04      | -     | 24%   | 21,8% | 19,9% | 19,3% | 6,3% | 4,9% | 1,1% | 1%   | 0,8% | 0,7% | 0,2%  |
| Harris                    | 23/04      | -     | 24,3% | 21,8% | 19,6% | 19,6% | 6%   | 4,7% | 1%   | 1,1% | 1%   | 0,7% | 0,2%  |
| Ifop-Fiducial             | 23/04      | -     | 23,8% | 21,6% | 20,3% | 19,6% | 6,1% | 4,6% | 1%   | 1,3% | 0,9% | 0,6% | 0,2%  |
| Ipsos                     | 23/04      | -     | 23,7% | 21,9% | 19,7% | 19,2% | 6,2% | 4,9% | 1,2% | 1,4% | 0,9% | 0,7% | <0,5% |
| Kantar-Sofres             | 23/04      | -     | 23%   | 23%   | 19%   | 19%   | 7%   | 5%   | 1%   | 1,5% | 1%   | 0,5% | 0%    |

### 2º Turno
| Instituto     | Data          | Entrevis-tados | Emmanuel Macron | Marine Le Pen |       |     |     |
| Instituto     | Data          | Entrevis-tados | Macron EM!      | Le Pen FN     |       |     |     |
| ------------- | ------------- | -------------- | --------------- | ------------- | ----- | --- | --- |
| Instituto     | Data          | Entrevis-tados | BVA             | 01 - 02/05    | 1 435 | 60% | 40% |
| Ifop-Fiducial | 30/04 - 03/05 | 1 405          | 60%             | 40%           |       |     |     |
| OpinionWay    | 01 - 03/05    | 2 264          | 61%             | 39%           |       |     |     |
| Ifop-Fiducial | 01 - 04/05    | 1 400          | 61%             | 39%           |       |     |     |
| OpinionWay    | 02 - 04/05    | 2 264          | 62%             | 38%           |       |     |     |
| Elabe         | 04/05         | 1 009          | 62%             | 38%           |       |     |     |
| Ipsos         | 04/05         | 1 605          | 61,5%           | 38,5%         |       |     |     |
| Odoxa         | 04/05         | 959            | 62%             | 38%           |       |     |     |
| Ifop-Fiducial | 02 - 05/05    | 1 861          | 63%             | 37%           |       |     |     |
| Harris        | 04 - 05/05    | 2 270          | 62%             | 38%           |       |     |     |
| Ipsos         | 05/05         | 5 331          | 63%             | 37%           |       |     |     |

## Resultados
| Candidato              | Candidato              | Partido                      | Partido                | 1º Turno   | 1º Turno | 2º Turno   | 2º Turno |
| Candidato              | Candidato              | Partido                      | Partido                | Votos      | %        | Votos      | %        |
| ---------------------- | ---------------------- | ---------------------------- | ---------------------- | ---------- | -------- | ---------- | -------- |
|                        | Emmanuel Macron        | Em Marcha!                   | EM!                    | 8 656 346  | 24,01    | 20 743 128 | 66,10    |
|                        | Marine Le Pen          | Frente Nacional              | FN                     | 7 678 491  | 21,30    | 10 638 475 | 33,90    |
|                        | François Fillon        | Os Republicanos              | LR                     | 7 212 995  | 20,01    |            |          |
|                        | Jean-Luc Mélenchon     | França Insubmissa            | FI                     | 7 059 951  | 19,58    |            |          |
|                        | Benoît Hamon           | Partido Socialista           | PS                     | 2 291 288  | 6,36     |            |          |
|                        | Nicolas Dupont-Aignan  | Levantar a França            | DLF                    | 1 695 000  | 4,70     |            |          |
|                        | Jean Lassalle          | Resistir!                    | R!                     | 435 301    | 1,21     |            |          |
|                        | Philippe Poutou        | Novo Partido Anticapitalista | NPA                    | 394 505    | 1,09     |            |          |
|                        | François Asselineau    | União Popular Republicana    | UPR                    | 332 547    | 0,92     |            |          |
|                        | Nathalie Arthaud       | Luta Operária                | LO                     | 232 384    | 0,64     |            |          |
|                        | Jacques Cheminade      | Solidariedade e Progresso    | SP                     | 65 586     | 0,18     |            |          |
|                        |                        |                              |                        |            |          |            |          |
| Votos válidos          | Votos válidos          | Votos válidos                | Votos válidos          | 36 054 394 | 97,43    | 31 381 603 | 88,48    |
| Votos brancos ou nulos | Votos brancos ou nulos | Votos brancos ou nulos       | Votos brancos ou nulos | 949 334    | 2,57     | 4 085 724  | 11,52    |
| Total de votos         | Total de votos         | Total de votos               | Total de votos         | 37 003 728 | 100      | 35 467 327 | 100      |
|                        |                        |                              |                        |            |          |            |          |
| Participação           | Participação           | Participação                 | Participação           | 37 003 728 | 77,77    | 35 467 327 | 74,56    |
| Abstenção              | Abstenção              | Abstenção                    | Abstenção              | 10 578 455 | 22,23    | 12 101 366 | 25,44    |
| Eleitorado             | Eleitorado             | Eleitorado                   | Eleitorado             | 47 582 183 | 100      | 47 568 693 | 100      |
|                        |                        |                              |                        |            |          |            |          |
| Fonte                  | Fonte                  | Fonte                        | Fonte                  | [ 87 ]     | [ 87 ]   | [ 87 ]     | [ 87 ]   |

### Resultado por regiões
| Região                                  | Emmanuel Macron       | Emmanuel Macron | Marine Le Pen | Marine Le Pen | François Fillon | François Fillon | Jean-Luc Mélenchon | Jean-Luc Mélenchon | Benoît Hamon | Benoît Hamon | Nicolas Dupont-Aignan | Nicolas Dupont-Aignan | Jean Lassalle | Jean Lassalle | Philippe Poutou | Philippe Poutou | François Asselineau | François Asselineau | Nathalie Arthaud | Nathalie Arthaud | Jacques Cheminade | Jacques Cheminade |      |
| Região                                  | Votos                 | %               | Votos         | %             | Votos           | %               | Votos              | %                  | Votos        | %            | Votos                 | %                     | Votos         | %             | Votos           | %               | Votes               | %                   | Votos            | %                | Votos             | %                 |      |
| --------------------------------------- | --------------------- | --------------- | ------------- | ------------- | --------------- | --------------- | ------------------ | ------------------ | ------------ | ------------ | --------------------- | --------------------- | ------------- | ------------- | --------------- | --------------- | ------------------- | ------------------- | ---------------- | ---------------- | ----------------- | ----------------- | ---- |
| Região                                  | Auvérnia-Ródano-Alpes | 1 026 415       | 24,50         | 867 941       | 20,72           | 846 154         | 20,20              | 805 862            | 19,24        | 256 658      | 6,13                  | 215 981               | 5,16          | 53 283        | 1,27            | 43 541          | 1,04                | 41 412              | 0,99             | 24 676           | 0,59              | 7 602             | 0,18 |
| Borgonha-Franco-Condado                 | 338 192               | 21,89           | 387 664       | 25,09         | 304 380         | 19,70           | 276 940            | 17,93              | 87 372       | 5,66         | 87 266                | 5,65                  | 15 839        | 1,03          | 18 536          | 1,20            | 14 347              | 0,93                | 11 492           | 0,74             | 2 844             | 0,18              |      |
| Bretanha                                | 581 075               | 29,05           | 306 642       | 15,33         | 380 815         | 19,04           | 385 734            | 19,28              | 180 827      | 9,04         | 87 928                | 4,40                  | 19 097        | 0,95          | 27 092          | 1,35            | 13 418              | 0,67                | 14 295           | 0,71             | 3 400             | 0,17              |      |
| Centro-Vale do Líger                    | 323 728               | 22,68           | 329 468       | 23,08         | 300 316         | 21,04           | 252 303            | 17,67              | 83 552       | 5,85         | 82 057                | 5,75                  | 13 570        | 0,95          | 16 282          | 1,14            | 12 075              | 0,85                | 11 365           | 0.80             | 2 882             | 0,20              |      |
| Córsega                                 | 28 528                | 18,48           | 43 040        | 27,88         | 39 398          | 25,52           | 21 206             | 13,74              | 5 780        | 3,74         | 4 462                 | 2,89                  | 8 767         | 5,68          | 1 380           | 0,89            | 967                 | 0,63                | 495              | 0,32             | 352               | 0,23              |      |
| Grão-Leste                              | 615 681               | 20,72           | 825 490       | 27,78         | 586 321         | 19,73           | 484 650            | 16,31              | 151 311      | 5,09         | 182 153               | 6,13                  | 30 507        | 1,03          | 34 471          | 1,16            | 30 235              | 1,02                | 24 300           | 0,82             | 6 086             | 0,20              |      |
| Altos da França                         | 630 405               | 19,50           | 1 003 220     | 31,03         | 521 392         | 16,13           | 633 288            | 19,59              | 166 637      | 5,15         | 160 729               | 4,97                  | 22 442        | 0,69          | 33 653          | 1,04            | 26 041              | 0,81                | 29 194           | 0,90             | 5 691             | 0,18              |      |
| Normandia                               | 423 069               | 22,36           | 452 693       | 23,93         | 370 179         | 19,57           | 362 531            | 19,16              | 113 744      | 6,01         | 98 956                | 5,23                  | 13 900        | 0,73          | 23 816          | 1,26            | 14 303              | 0,76                | 15 195           | 0,80             | 3 544             | 0,19              |      |
| Nova-Aquitânia                          | 851 370               | 25,12           | 640 226       | 18,89         | 602 881         | 17,79           | 703 481            | 20,75              | 240 175      | 7,09         | 155 600               | 4,59                  | 91 914        | 2,71          | 49 648          | 1,46            | 26 697              | 0,79                | 21 440           | 0,63             | 6 264             | 0,18              |      |
| Occitânia                               | 739 859               | 22,32           | 761 955       | 22,98         | 565 997         | 17,07           | 733 988            | 22,14              | 216 322      | 6,53         | 135 369               | 4,08                  | 75 476        | 2,28          | 35 217          | 1,06            | 28 614              | 0,86                | 16 777           | 0,51             | 5 522             | 0,17              |      |
| País do Líger                           | 575 831               | 26,27           | 364 266       | 16,62         | 516 428         | 23,56           | 403 454            | 18,41              | 143 491      | 6,55         | 109 842               | 5,01                  | 16 988        | 0,78          | 26 340          | 1,20            | 15 529              | 0,71                | 16 018           | 0,73             | 3 729             | 0,17              |      |
| Provença-Alpes-Costa Azul               | 520 896               | 18,94           | 774 783       | 28,17         | 615 451         | 22,37           | 515 419            | 18,74              | 113 343      | 4,12         | 119 023               | 4,33                  | 29 551        | 1,07          | 21 315          | 0,77            | 25 946              | 0,94                | 10 439           | 0,38             | 4,568             | 0.17              |      |
| Ilha de França                          | 1 612 736             | 28,63           | 708 261       | 12,57         | 1 249 629       | 22,19           | 1 225 218          | 21,75              | 430 386      | 7,64         | 226 249               | 4,02                  | 36 357        | 0,65          | 45 713          | 0,81            | 64 395              | 1,14                | 23 595           | 0,42             | 9 795             | 0,17              |      |
|                                         |                       |                 |               |               |                 |                 |                    |                    |              |              |                       |                       |               |               |                 |                 |                     |                     |                  |                  |                   |                   |      |
| Guiana Francesa                         | 5 031                 | 18,75           | 6 519         | 24,29         | 3 934           | 14,66           | 6 633              | 24,72              | 1 528        | 5,69         | 471                   | 1,76                  | 273           | 1,02          | 1 405           | 5,24            | 480                 | 1,79                | 462              | 1,72             | 98                | 0,37              |      |
| Guadalupe                               | 33 992                | 30,22           | 15 203        | 13,51         | 16 337          | 14,52           | 27 139             | 24,13              | 11 188       | 9,95         | 2 042                 | 1,82                  | 658           | 0,58          | 2 308           | 2,05            | 1 319               | 1,17                | 1 980            | 1,76             | 327               | 0,29              |      |
| Martinica                               | 27 951                | 25,53           | 11 975        | 10,94         | 18 444          | 16,85           | 29 958             | 27,36              | 10 673       | 9,75         | 2 340                 | 2,14                  | 871           | 0,80          | 3 230           | 2,95            | 1 407               | 1,29                | 2 257            | 2,06             | 374               | 0,34              |      |
| Mayotte                                 | 6 403                 | 19,13           | 9 130         | 27,28         | 10 912          | 32,60           | 2 808              | 8,39               | 1 454        | 4,34         | 1 030                 | 3,08                  | 190           | 0,57          | 629             | 1,88            | 411                 | 1,23                | 336              | 1,00             | 166               | 0,50              |      |
| Reunião                                 | 66 292                | 18,91           | 82 219        | 23,46         | 60 508          | 17,26           | 85 987             | 24,53              | 26 872       | 7,67         | 10 123                | 2,89                  | 1 939         | 0,55          | 4 376           | 1,25            | 6 029               | 1,72                | 5 190            | 1,48             | 944               | 0,27              |      |
|                                         |                       |                 |               |               |                 |                 |                    |                    |              |              |                       |                       |               |               |                 |                 |                     |                     |                  |                  |                   |                   |      |
| Franceses residentes no exterior        | 223 879               | 40,40           | 35 926        | 6,48          | 145 829         | 26,32           | 87 692             | 15,83              | 38 092       | 6,87         | 8 837                 | 1,59                  | 2 530         | 0,46          | 3 414           | 0,62            | 5 578               | 1,01                | 1 312            | 0,24             | 1 030             | 0,19              |      |
|                                         |                       |                 |               |               |                 |                 |                    |                    |              |              |                       |                       |               |               |                 |                 |                     |                     |                  |                  |                   |                   |      |
| Total                                   | 8 657 326             | 24,01           | 7 679 493     | 21,30         | 7 213 797       | 20,01           | 7 060 885          | 19,58              | 2 291 565    | 6,36         | 1 695 186             | 4,70                  | 435 365       | 1,20          | 394 582         | 1,09            | 332 588             | 0,92                | 232 428          | 0,64             | 65 598            | 0,18              |      |
| Fonte: Ministério do Interior da França |                       |                 |               |               |                 |                 |                    |                    |              |              |                       |                       |               |               |                 |                 |                     |                     |                  |                  |                   |                   |      |

## Apoios no 2º Turno
Após a eliminação no 1º turno, tanto François Fillon como Benoît Hamon chamaram para votar em Emmanuel Macron, enquanto Jean-Luc Mélenchon se recusou a pronunciar a favor de qualquer candidato, preferindo consultar primeiro os ativistas de seu movimento. Jean Lassalle e Nathalie Arthaud optaram por votar em branco, Philippe Poutou e François Asselineau não deram instruções de voto, e Jacques Cheminade deu uma posição de neutralidade. Nicolas Dupont-Aignan declarou apoio a Marine Le Pen em 28 de abril, e foi escolhido como primeiro-ministro no governo de Le Pen, caso ela vença o 2º turno.